# 蒲團

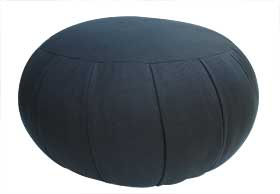
蒲團

蒲團，一種坐壂，外型類似小型的枕頭。通常的形狀是圓形，也有半月形等其他的形狀，中間填充木棉或蕎麥瞉等鬆軟的填充物。在佛教中，它經常被當成是輔助禪坐的用具。

## 使用方法
通常的使用方法是，將蒲團放在方型的拜壂上，使用者的臀部則坐在蒲團之上。

## 材質
典型的蒲團直径约为35厘米。